# A Enrestida
A Enrestida (La Embestida en aragonés) también abreviado como AE, es un colectivo independentista aragonés que forma parte del Bloque Independentista de Cuchas (BIC) y que fue creado en 2003. Este colectivo independentista cuenta con una sede social (la más antigua de este tipo) en Zaragoza, concretamente en el barrio de La Magdalena, en la que se realizan todo tipo de actividades como charlas, exposiciones, fiestas, etc.
Además, en el centro social, está también la "Biblioteca Frida Kahlo", en la que se pueden leer y donar una gran variedad de libros.
A Enrestida es uno de los principales colectivos independentistas de Aragón, trabajando activamente en los movimientos sociales y reivindicando la cultura aragonesa.
Se declara socialista e independentista aunque el centro social está abierto a cualquier colectivo y/o actividad;contribuyendo de esta manera a tejer el movimiento social zaragozano.